# トーナメント・オブ・デス

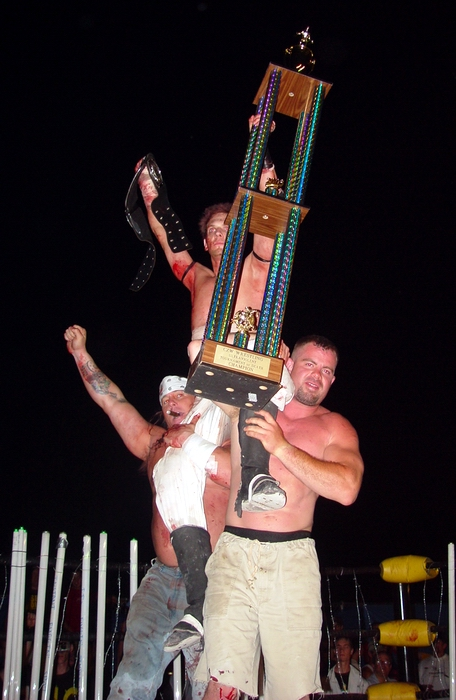
2003年～その第2回を制したニック・モンド

トーナメント・オブ・デス（Tournament of Death、略称 TOD）は、コンバット・ゾーン・レスリング（CZW）の主催によるプロレスのトーナメント戦。2002年から例年にわたりデラウェア州を開催地として続けられてきたこの大会は、おおよそ10数名の出場者らが競い合ってゆくトーナメントで、CZWの最たる特色としてのいわゆるハードコア―数多の『血祭り』を伴うデスマッチをその試合の柱としている。

## 来歴
2002年8月31日―トーナメント方式を用いた『ザンディグのトーナメント・オブ・デス』と題されたCZWの大会がドーバーの地に執り行われ、第1回戦でネクロ・ブッチャーを〜第2回戦でニック・ゲージを〜そして決勝戦でニック・モンドを下したワイフビーターがその初代の覇者へと君臨。
こうして産声を上げたトーナメント・オブ・デスは、それからというもの年に一度の大会として継続されてきた。2008年の第7回大会では女子プロレスラーのミッキー・ナックルズが参戦。これはこの大会への史上初の女性の参戦であった。
2007年には年に一度きりというその伝統を破ったうえで、『ファスト・フォワード』と題して、CZW世界ヘビー級王座とCZWウルトラバイオレントアンダーグラウンド王座とを賭けた番外の大会が行われた。 2009年には2度目となる番外の大会が『リワインド』と題して催された。
2010年と2012年には提携団体のウエストサイド・エクストリーム・レスリング（wXw）との共催によりドイツでも開催している。
日本の提携団体である大日本プロレス（BJW）を通して日本人選手も参加しており、2014年には葛西純が日本人として初めて優勝している。

## 通史
| 回 | 決勝開催日    | 開催地           | 参戦者 | 覇者                       | 備考                                 |
| -- | ------------- | ---------------- | --- | -------------------------- | ------------------------------------ |
| 1  | 2002年8月31日 | ドーバー         | ニック・モンド \| ホームレス・ジミー \| アダム・フラッシュ \| メサイア \| ニック・ゲージ \| ミスター・インサニティー \| ネクロ・ブッチャー \| ワイフビーター \| ザンディグ \| ネイト・ヘイトリッド | ワイフビーター             |                                      |
| 2  | 2003年7月26日 | ドーバー         | イアン・ロッテン \| ニック・ゲージ \| コーポラル・ロビンソン \| ネクロ・ブッチャー \| ザンディグ \| ネイト・ウェッブ \| JCベイリー \| ニック・モンド | ニック・モンド             |                                      |
| 3  | 2004年7月24日 | スマーナ         | ネクロ・ブッチャー \| グリーン・ファントム \| ラッカス \| ニック・ゲージ \| JCベイリー \| クリス・キャッシュ \| マッドマン・ポンド \| ワイフビーター \| セクシー・エディー \| イアン・ノックス \| アーセナル \| エビル・ニンジャ#2 | ワイフビーター             |                                      |
| 4  | 2005年7月30日 | ニューキャッスル | ニック・ゲージ \| ネイト・ウェッブ \| セクシー・エディー \| JCベイリー \| ザンディグ \| ロビー・ミレーノ∽エディー・キングストン \| トビー・クライン \| マッドマン・ポンド \| ブレイン・ダメージ \| ビーフ・ウェリントン \| イアン・ロッテン \| ネクロ・ブッチャー                                                                                        | ネクロ・ブッチャー         |                                      |
| 5  | 2006年7月29日 | スマーナ         | ニック・ゲージ \| アンディー・サムナー \| ブランドン・プロフェット \| ネクロ・ブッチャー \| トビー・クライン \| ブレイン・ダメージ \| ダニー・ハボック \| ザンディグ \| DJハイド \| ドレイク・ヤンガー \| ロボ \| JCベイリー | ニック・ゲージ             |                                      |
| 6  | 2007年6月9日  | スマーナ         | ドレイク・ヤンガー \| ダスティン・リー \| ダニー・ハボック \| スコッティー・ヴォルテクズ \| マッドマン・ポンド \| DJハイド \| インサーン・レーン \| フリークショー \| ザンディグ \| ネクロ・ブッチャー \| トビー・クライン \| ブレイン・ダメージ | ドレイク・ヤンガー         |                                      |
| 7  | 2008年5月17日 | スマーナ         | ダニー・ハボック \| ラム \| グレッグ・エクセレント \| ライアン・マクブライド \| ダニー・デメント \| ピンキー・サンチェス \| ドリュー・ブラッド∽デボン・ムーア \| ニック・ゲージ∽ドレイク・ヤンガー \| DJハイド \| アンディー・サムナー \| ダスティン・リー \| ワックス \| ミッキー・ナックルズ \| スコッティー・ヴォルテクズ                             | ダニー・ハボック           |                                      |
| 8  | 2009年6月6日  | タウンゼント     | サムタック・ジャック \| DJハイド \| ワックス \| トビー・クライン \| ディスファンクション \| ダニー・ハボック \| ジョン・モクスリー \| ブレイン・ダメージ \| ドレイク・ヤンガー \| xOMGx \| スコッティー・ヴォルテクズ \| ディレンジド \| ニック・ゲージ                                                                                                  | サムタック・ジャック       | 直後にチャンピオン・ディフェンス開催 |
| 9  | 2010年6月26日 | タウンゼント     | JCベイリー \| ダニー・ハボック \| アブドーラ小林 \| ニック・ゲージ \| スコッティー・ヴォルテクズ \| ディスファンクション \| MASADA \| デボン・ムーア \| ザ・スウィッチブレード・コンスピラシー（ジョン・モクスリー∽サミ・キャラハン） \| ビシャス・アンド・デリシャス2k10（DJハイド∽グレッグ・エクセレント） \| ブレイン・ダメージ \| ドレイク・ヤンガー | スコッティー・ヴォルテクズ | 小林は準決勝敗退                     |
| 10 | 2011年6月25日 | タウンゼント     | 竹田誠志 \| "黒天使"沼澤邪鬼 \| MASADA \| ディスファンクション \| ネクロ・ブッチャー \| マット・トレモント \| ダニー・ハボック \| スコッティー・ヴォルテクズ | MASADA                     | 沼澤は一回戦敗退 竹田は準優勝        |
| 11 | 2012年6月23日 | タウンゼント     | アブドーラ小林 \| マット・トレモント \| ローリー・モンド \| デボン・ムーア∽ラッキー・サーティーン \| ドレイク・ヤンガー \| ダニー・ハボック \| スコット・サマーズ \| MASADA | MASADA                     | 小林は準決勝敗退                     |
| 12 | 2013年6月8日  | タウンゼント     | ラッキー・サーティーン \| ジョー・ゲーシー \| 塚本拓海 \| ロン・マティス \| ダニー・ハボック \| DJハイド \| ローリー・モンド \| スコッティー・ヴォルテクズ | ダニー・ハボック           | 塚本は準決勝敗退                     |
| 13 | 2014年6月14日 | タウンゼント     | 葛西純 \| ダニー・ハボック \| アエロボーイ \| MASADA \| "黒天使"沼澤邪鬼 \| マット・トレモント \| 竹田誠志 \| ラッキー・サーティーン | 葛西純                     | 沼澤・竹田は共に一回戦敗退           |
| 14 | 2015年6月13日 | タウンゼント     | ジョシュ・クレーン \| DJハイド∽ニック・ゲージ \| ロン・マティス \| マット・トレモント \| ダニー・ハボック \| コナー・クラクストン \| リッキー・シェイン・ペイジ \| ジェイク・クリスト | マット・トレモント         |                                      |
| 15 | 2016年6月11日 | タウンゼント     | リッキー・シェイン・ペイジ \| ティム・ドンスト \| MASADA \| コナー・クラクストン \| アレックス・コロン \| ダニー・ハボック \| ジェフ・キャノンボール \| マット・トレモント | リッキー・シェイン・ペイジ |                                      |
| 16 | 2017年6月10日 | タウンゼント     | シュラック \| ジェフ・キャノンボール \| ジョン・ウェイン・マードック \| MASADA \| コナー・クラクストン \| G-RAVER \| ジミー・ハボック \| リッキー・シェイン・ペイジ \| クリント・マーゲラ | ジミー・ハボック           |                                      |
| 17 | 2018年6月9日  | ベルリン         | リッキー・シェイン・ペイジ \| ドリュー・パーカー \| ブランドン・カーク \| MASADA \| カサノヴァ・バレンタイン \| G-RAVER \| マンス・ワーナー \| Mr.クラクストン \| ダン・オヘア \| デール・パトリックス \| ストッケイド \| ジョシュ・クレイン \| ジミー・ロイド \| キット・オズボーン \| シュラック                                                       | ジミー・ロイド             |                                      |
| 18 | 2019年6月22日 | ブアヒーズ       | シュラック \| ダン・オヘア \| ジミー・チョンド・ライオン \| コナー・クラクストン \| ジミー・ロイド \| ビッグ・F'n・ジョー \| カサノヴァ・バレンタイン \| ジョン・ウェイン・マードック | コナー・クラクストン       |                                      |

### 番外
| 名称                                   | 決勝開催日     | 開催地                   | 参戦者 | 覇者                 | 備考                        |
| -------------------------------------- | -------------- | ------------------------ | --- | -------------------- | --------------------------- |
| ファスト・フォワード                   | 2007年9月15日  | スマーナ                 | グレッグ・エクセレント \| ライアン・マクブライド \| ワックス \| ジョン・ダーマー \| CJオードイル \| ブレイン・ダメージ \| ザ・ヘラウェア・アサシン \| スコッティ・ヴォルテクズ \| ダニー・デメント \| ダニー・ハボック \| ダスティン・リー \| JCベイリー \| ドレイク・ヤンガー \| ニールズ・ヤング \| ドリュー・グラック \| サビアン \| DJハイド \| スティーブ・マック \| ラッカス \| ホミサイド | ブレイン・ダメージ   |                             |
| チャンピオン・ディフェンス             | 2009年6月13日  | フィラデルフィア         | DJハイド \| サムタック・ジャック \| ジョン・モクスリー \| ダニー・ハボック | DJハイド             | ハイドが第8回覇者扱いとなる |
| リワインド                             | 2009年10月25日 | タウンゼント             | サムタック・ジャック \| ジョン・モクスリー \| ダニー・ハボック \| サミ・キャラハン \| ニック・ゲージ \| ジョン・ザンディグ \| ブレイン・ダメージ \| MASADA | サムタック・ジャック |                             |
| トーナメント・オフ・デスvsゴアフェスト | 2010年11月11日 | ドイツ・オーバーハウゼン | MASADA \| アダム・ポラック \| ドレイク・ヤンガー \| DJハイド \| ダニー・ハボック \| ジョン・ライアン \| ニック・ゲージ \| ジミー・ハボック | ニック・ゲージ       | wXw共催                     |
| トーナメント・オフ・デス・ヨーロッパ   | 2012年11月4日  | ドイツ・オーバーハウゼン | マット・トレモント \| ジミー・ハボック \| DJハイド \| マイク・シュワルツ \| MASADA \| グレッグ・エクセレント \| トビー・ブラント \| ドレイク・ヤンガー | MASADA               | wXw共催                     |